# Jack Broughton
John Broughton (c. 1703 o 5 de julio de 1704-8 de enero de 1789), más conocido como Jack Broughton, fue un luchador inglés «a puño limpio», quien fue la primera persona en organizar un conjunto de reglas para ser utilizadas en tales competencias. Antes de esto, las «reglas» que existían estaban vagamente definidas y tendían a variar de evento a evento. Sus siete reglas de cómo se llevaba a cabo el boxeo en el coliseo del que era propietario, que era el más grande y más influyente en ese momento, evolucionaron más tarde en las London Prize Ring Rules (Reglas del Cuadilátero del Premio de Londres), que son ampliamente consideradas como la primera piedra de este deporte que más adelante se convertiría en el boxeo, antes del desarrollo de las Reglas del marqués de Queensberry en la década de 1860.

## Biografía

### Primeros años
Los datos del nacimiento de Broughton son poco claros, se ha descrito que nació en Londres o en Gloucestershire. Trabajó en el Puerto de Londres, inicialmente como lighterman (algo así como lanchero), pero finalmente, a la luz de sus capacidades físicas (medía casi 6 pies de alto (1,83 m) y era muy musculoso, con un peso de aproximadamente 196 libras (89 kg)), trabajó como waterman (conductor de un barco de remo para personas) transportando pasajeros por el río Támesis. En 1730, ganó una importante carrera anual que se efectuaba en el Támesis, la Doggett's Coat and Badge, que aún se lleva a cabo hoy en día.

### Carrera
A lo largo de la década de 1730, luchó de manera semiprofesional y se ganó una reputación considerable. Aunque los registros de las peleas de esta época son pocos, no existe evidencia de que Broughton haya perdido alguna vez. Después de su retiro, afirmó sin duda que había sido invicto, lo que también afirmó el capitán Godfrey, un hombre que había combatido a palos con James Figg y conocía bien a los combatientes de la época, en su tratado sobre boxeo publicado a mediados de la década de 1740. Las peleas de Broughton a menudo atraían a un público considerable, tanto así que en una ocasión un espectador murió aplastado. Otra de sus peleas, la épica y fatal Broughton vs. Stevenson, sirvió de inspiración para el poema de Paul Whitehead The Gymnasiad.
Fue considerado campeón de Inglaterra después de derrotar a George Taylor, sucesor de Figg (primer campeón de Inglaterra en la categoría peso pesado) y segundo campeón inglés de peso pesado de 1734 a 1740 (según las fuentes), título que mantuvo, por lo menos en los libros, hasta 1750. Utilizó el dinero que ganó en las luchas, junto con la ayuda de algunos patrocinadores ricos, para abrir su propio coliseo en 1743. En esta época desarrolló su código de reglas, las cuales esperaba que brindararían un cierto grado de protección a los combatientes (Broughton creó estas reglas después de que al combatir con George Stevenson, The Coachman, este murió por las lesiones sufridas en la pelea en 1741). Aparte de combates de boxeo, en el coliseo también se efectuaban otros espectáculos violentos, tales como hostigamiento de osos y peleas con armas. Después de su retiro en 1744, Broughton dedicó gran parte de su tiempo a dirigir una academia de boxeo.
En 1750, salió de su retiro para saldar cuentas con Jack Slack, un carnicero de Norwich que supuestamente lo había insultado. A pesar de ser mucho mayor que su oponente, Broughton era el claro favorito. Sin embargo, aunque tuvo un comienzo fuerte, la pelea no se condujo a su manera y sufrió una humillante derrota (destruyendo su récord perfecto), cuando después de 14 minutos Slack le dio un puñetazo entre los ojos y esto le causó tanta inflamación que ya no pudo ver y por lo tanto tuvo que retirarse de la pelea. Se decía que Guillermo Augusto, duque de Cumberland, patrocinador de Broughton e hijo del rey, había perdido 10 000 libras en el combate y que acusó a Broughton de echar abajo la pelea. Esto llevó a la clausura definitiva del coliseo, según se reporta en 1753 o 1754. De Slack se rumoreó fuertemente en ese momento que era nieto de James Figg. Después del cierre del coliseo, Broughton continuó enseñando a jóvenes boxeadores hasta su muerte. En su retiro dirigió un negocio de antigüedades y un almacén de muebles, ambos exitosos, lo que le permitió heredar a su familia un patrimonio de aproximadamente 6 000 libras.
Aparte de su carrera en el boxeo, también sirvió en la Guardia de Alabarderos (los guardaespaldas del monarca británico), como miembro de la cual acompañó a Jorge II en la batalla de Dettingen, la última vez que un monarca británico participó en una batalla. Después de su muerte en 1789, Broughton fue enterrado en la Abadía de Westminster. Su lápida no tuvo un epitafio por casi 200 años, porque el Decano de la abadía consideraba que el epitafio que había solicitado era improcedente. No fue hasta 1988 que la solicitud de Broughton se cumplió y las palabras «Campeón de Inglaterra», fueron grabadas en su lápida. Broughton fue uno de los homenajeados originales del Salón Internacional de la Fama del Boxeo, investido como pionero de este deporte.

## Legado

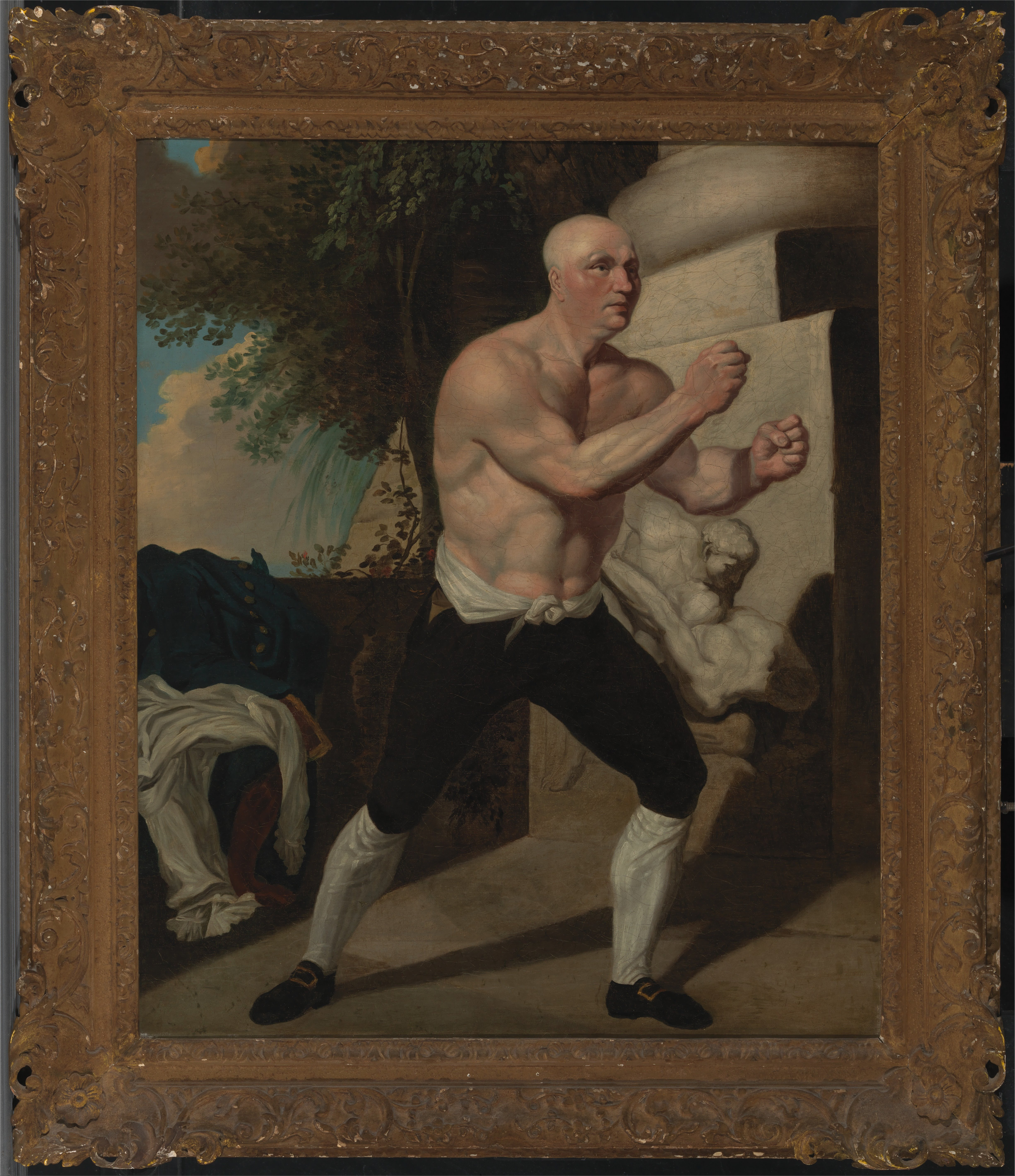
Pintura (c.1767) "Jack Broughton, el boxeador". Obra de John Hamilton Mortimer.

Su contribución a la «dulce ciencia» es incalculable. Previamente conducida con más músculos que cerebro y con frecuencia como salvajes festivales de golpes con muy pocas reglas, Broughton desarrolló un sistema de parada, «golpes de lejos» (lanzamiento en retiro), parada y restricción de golpes, y su defensa, de acuerdo a los contemporáneos, era tan completa que lo volvía casi intocable. Su código de 7 reglas formó las directrices para el deporte hasta que las London Prize Ring Rules las ampliaron en 1838. También fue el inventor de los primeros guantes de boxeo, llamados «amortiguadores», que eran utilizados por los alumnos de su academia de boxeo y que «eficazmente los protegía del inconveniente de los ojos negros, las mandíbulas rotas y los sangrados por la nariz [...]», aunque nunca fueron utilizados en el cuadrilátero profesional.